# Município de Lyme (condado de Huron, Ohio)
O município de Lyme (em inglês: Lyme Township) é um município localizado no condado de Huron no estado estadounidense de Ohio. No ano de 2010 tinha uma população de 853 habitantes e uma densidade populacional de 14,42 pessoas por km².

## Geografia
O município de Lyme encontra-se localizado nas coordenadas 41° 14′ 56″ N, 82° 46′ 49″ O. Segundo a Departamento do Censo dos Estados Unidos, o município tem uma superfície total de 59.14 km², da qual 58,98 km² correspondem a terra firme e (0,28 %) 0,16 km² é água.

## Demografia
Segundo o censo de 2010, tinha 853 pessoas residindo no município de Lyme. A densidade populacional era de 14,42 hab./km². Dos 853 habitantes, o município de Lyme estava composto pelo 97,77 % brancos, o 0,12 % eram afroamericanos, o 0,7 % eram asiáticos e o 1,41 % eram de uma mistura de raças. Do total da população o 2,11 % eram hispanos ou latinos de qualquer raça.